# Кононенко, Дмитрий Халарович
Дмитрий Халарович Кононенко (род. 3 января 1977, Щёлково, Московская область) — российский политик, депутат Государственной Думы Федерального Собрания Российской Федерации 6-го созыва.

## Биография

### Депутат госдумы
10 апреля 2013 года в связи с досрочным прекращением полномочий депутата Госдумы Таранина Виктора Ивановича ЦИК постановил передать вакантный мандат Кононенко Дмитрию Халаровичу (региональная группа N 48 «Московская область», N 27).

### Депутат мособлдумы
В сентябре 2016 года избран в депутаты Московской областной думы.